# トーマス・H・カーター
トーマス・ヘンリー・カーター（英語: Thomas Henry Carter, 1854年10月30日 - 1911年9月17日）は、アメリカ合衆国・モンタナ州の政治家。モンタナ準州最後の連邦下院代議員かつ、モンタナ州最初の連邦下院議員。1892年には、カトリック教徒として初めて共和党全国委員会の議長に就任し、1895年から連邦上院議員も務めた。

## 経歴・人物
1854年10月30日、トーマスはオハイオ州サイオト郡ポーツマス近郊のジュニア・ファーネスという小さな村で、アイルランド系移民の両親のもとに生まれた。 両親のエドワード・カーターとマーガレット・カーター（バーンズ）は、アイルランド大飢饉の後、1849年か1850年にアメリカにやてきた。エドワードはマーガレットの影響を受けてイングランド国教会からカトリックに改宗した。長男のリチャードが生まれた1852年には、カーター夫妻はオハイオ州ジュニア・ファーネスに定住した。1854年にトーマスが生まれた直後、一家はジュニア・ファーネスから数マイル離れた農場に引っ越した。
南北戦争が終結した1865年、カーター夫妻は貯金を取り崩してイリノイ州パナに移住し、幼い、トーマスは地元の学校に通い、両親の農場で働いた。エドワード・カーターは子供たちに読書好き、そして学ぶことへの愛情を教え込んだ。成人してすぐの頃、落雷による火災で納屋が焼け、家畜が死んで農場を失ったトーマスは、鉄道の仕事や学校の教師をしていた。 数年間、アイオワ州バーリントンにある出版社で巡回セールスマンをしていた。1879年3月に母が肺炎で夭折すると、妹のジュリアとマーガレット、弟のエドワード・ジュニアをバーリントンに呼び寄せた。1879年3月に母親が肺炎で夭折した後、トーマスは出版社の営業部門のトップにまで昇進し、妹のジュリアとマーガレット、弟のエドワード・ジュニアをバーリントンに呼び寄せた。このバーリントンでの数年間、トーマスと妹たちは、トーマスが父親のように妹たちを支え、世話をしたことで、特別な絆が生まれた。カーターは長年法律の勉強を続け、出張先のネブラスカ州でようやく司法試験に合格した。
1882年5月、友人の勧めでバーリントンからモンタナ州のヘレナに移り、そこで法律の仕事を始めることになった。一時的に本の販売を再開した後、ヘレナの弁護士、ジョン・B・クレイトンと法律事務所を設立した。ヘレナに到着してから1年も経たないうちに、トーマスはバーリントンにいた妹と弟を呼び寄せた。トーマスは、子供の頃からカトリック教会と親密な関係を築いていたが、ヘレナに来てからもその関係は続き、より信仰心を深めるようになった。1886年1月27日、トーマスはミネソタ州セントポールの大聖堂でエレン・リリアン・ガレンと結婚した。エレンはモンタナの開拓者であるヒュー・F・ガレンとマチルダ・ギログリー・ガレンの娘であった。

### 政治家として

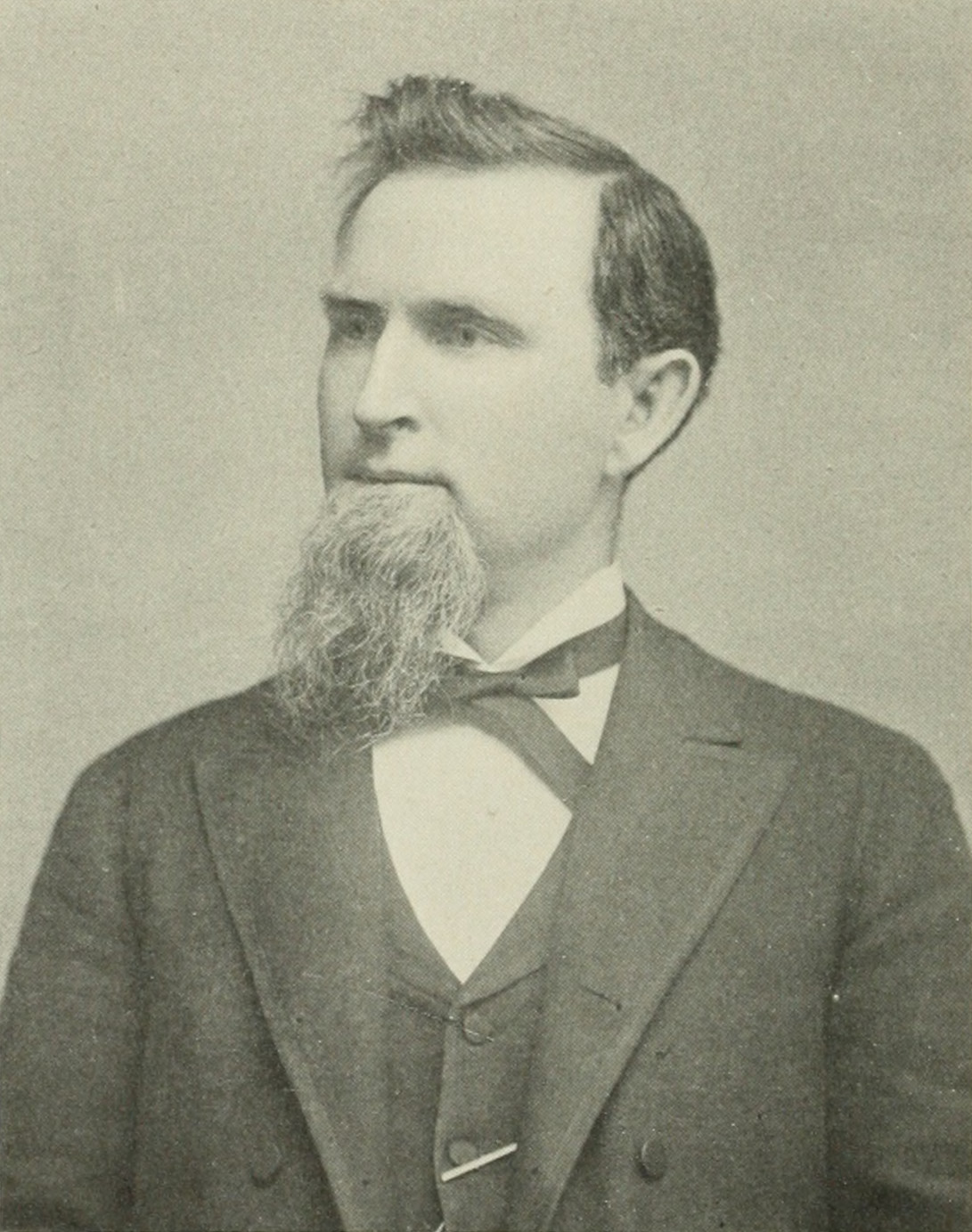
トーマス・H・カーター(1890年代)

トーマスの政治家人生は、ルイスアンドクラーク郡の行政官からスタートした。
1888年、カーターは共和党の下院代議会議員候補に指名された。11月に行われた総選挙では、ビュートの「カッパー・キングス」の一人で民主党候補のウィリアム・アンドリュース・クラークと議席を争った。カーターは、クラークと敵対していた「カッパー・キングス」のマーカス・ダリーの協力を得て、民主党員の多いシルバーボウ、ディアロッジ、ミズーラの3郡で勝利し、クラークを破った。また、クラークを嫌っていたアイルランド系有権者も、カーターの勝利に貢献したとされている。その後も、議員を目指すクラークと、クラークを落選させようと対立候補を支援するダリーの構図が続き、俗に「カッパー・キングス戦争」と呼ばれた。カーターが出馬した1888年選挙は二人の対立の発端になったと言われている。
1889年3月4日、トーマスは下院代議員に就任し、モンタナ準州が州に昇格した1889年11月7日までの短い任期を務めた。1889年10月1日、トーマスは民主党のマーティン・マギニス準州議員を破って、州初の連邦下院議員に選出され、1889年11月8日から1891年3月3日まで議員を務めた。トーマスは新人議員でありながら、下院鉱山・鉱業委員会の委員長を務めた。ある歴史家は、この異例の抜擢はメイン州のトーマス・B・リード下院議長との個人的友誼によるものだと指摘している。1890年選挙では、トーマスはビュートの弁護士で民主党のウィリアム・W・ディクソンに283票（総投票数の1％以下）の差で敗れ、落選した。ベンジャミン・ハリソン大統領は、トーマスを1891年から1892年まで総合土地局の長官に任命したが、トーマスは共和党全国委員会の議長に選出された。共和党の委員長になったのは、カトリック教徒としては初めてであった。
トーマスは共和党員としてアメリカ上院議員に選出され、1895年3月4日から1901年3月3日まで務めた。上院議員としては、対カナダ関係委員会（第54議会）、国勢調査委員会（第55議会、第56議会）の委員長を務めた。ウィリアム・マッキンリー大統領は、カーターをルイジアナ購入博覧会の実行委員長に任命した。共和党員として上院議員に再選され、1905年3月4日から1911年3月3日まで務めたが、その後の再選は目指さなかった。
1911年9月17日、ワシントンD.C.の自宅で肺梗塞のため亡くなった。葬儀はセント・ポール・ローマ・カトリック教会で行われ、同市のマウント・オリヴェット墓地に埋葬された。

## エポニム
- グレイシャー国立公園には、トーマスにちなんで名付けられた氷河と峰がある[21]。
- 以下の地名はトーマスの名前が由来である[22]。
  - モンタナ州カーター郡
  - モンタナ州シュートー郡 カーター(Carter)
  - モンタナ州ローズバッド郡 カーターズビル(Cartersville)